# Перигелий

Перигелий

Периге́лий (др.-греч. περί «пери» — вокруг, около, возле, др.-греч. ἥλιος «гелиос» — Солнце) — ближайшая к Солнцу точка орбиты планеты или иного небесного тела Солнечной системы, а также расстояние от этой точки до центра Солнца (более точно — перигелийное расстояние).
Антонимом перигелия является афе́лий (апоге́лий) — наиболее удалённая от Солнца точка орбиты. Воображаемую линию между афелием и перигелием называют линией апсид.

## Основные формулы
- Перигелийное расстояние рассчитывается по формуле: {\displaystyle r_{\mathrm {p} }=(1-e)a}, где:

a — большая полуось;
е — эксцентриситет орбиты.
- Скорость в перигелии рассчитывается по формуле:

{\displaystyle v_{\mathrm {p} }={\sqrt {\frac {GM_{\odot }(1+e)}{a(1-e)}}}}, где:
{\displaystyle G} — гравитационная постоянная;
{\displaystyle M_{\odot }} — масса Солнца;
{\displaystyle a} — большая полуось;
{\displaystyle e} — эксцентриситет орбиты.

## Перигелии планет Солнечной системы
Перигелий орбиты Земли находится на расстоянии 147 098 291 километров от среднего центра Солнца, что примерно на 2,5 миллиона километров меньше среднего расстояния от Земли до Солнца. Земля проходит перигелий 2—5 января, в среднем через 13 дней после зимнего солнцестояния в северном полушарии.
Ниже приведены перигелии планет Солнечной системы на основании информации НАСА:
| Меркурий | 46 001 009 км    |
| Венера   | 107 476 170 км   |
| Земля    | 147 098 291 км   |
| Марс     | 206 655 215 км   |
| Юпитер   | 740 679 835 км   |
| Сатурн   | 1 349 823 615 км |
| Уран     | 2 734 998 229 км |
| Нептун   | 4 459 753 056 км |

## Прецессия перигелия небесных тел

Схема прецессии эллиптической орбиты

Параметры орбит планет Солнечной системы из-за взаимовлияния этих планет со временем претерпевают медленные изменения. В частности, ось орбиты постепенно поворачивается (в плоскости орбиты) в сторону орбитального движения, соответственно, смещается и перигелий («прецессия перигелия», см. рисунок). Перигелий Меркурия возвращается в исходное положение каждые 260 000 лет, для Юпитера этот период составляет около 300 000 лет.
В середине XIX века астрономы обнаружили, что указанное смещение для Меркурия происходит несколько быстрее, чем предсказывает Закон всемирного тяготения, позже аналогичную аномалию обнаружили и в движении других небесных тел.
Причина объясняется общей теорией относительности (ОТО); из уравнений ОТО вытекает именно такое значение смещения, которое наблюдается фактически.
Добавочное смещение («релятивистская поправка») была посчитана и проверена для нескольких планет и астероидов:
| Небесное тело | Эксцентриситет орбиты | Добавочное смещение перигелия, угловые секунды за столетие | Добавочное смещение перигелия, угловые секунды за столетие |
| Небесное тело | Эксцентриситет орбиты | теоретическое                                              | наблюдаемое                                                |
| ------------- | --------------------- | ---------------------------------------------------------- | ---------------------------------------------------------- |
| Меркурий      | 00000,205             | 00000043,0                                                 | 00043,1 ± 0,5                                              |
| Венера        | 00000,007             | 00000008,6                                                 | 00008,4 ± 4,8                                              |
| Земля         | 00000,017             | 00000003,8                                                 | 00005,0 ± 1,2                                              |
| Марс          | 00000,094             | 00000001,35                                                | 00001,1 ± 0,3                                              |
| (1566) Икар   | 00000,827             | 00000010,1                                                 | 00009,8 ± 0.8                                              |

Большая погрешность данных для Венеры и Земли вызвана тем, что их орбиты почти круговые.